# Rejon zinkowski
Rejon zinkowski – jednostka administracyjna w składzie obwodu połtawskiego Ukrainy.
Powstał w 1923. Ma powierzchnię 1360 km² i liczy około 42 tysięcy mieszkańców. Siedzibą władz rejonu jest Zinków.
W skład rejonu wchodzą 1 miejska rada, 1 osiedlowa rada oraz 18 silskich rad, obejmujących 113 wsi.